# Avenida Las Torres (Peñalolén)
La avenida Las Torres es una arteria vial del sector sur oriente de la metrópoli de Santiago de Chile. Se extiende en dirección oeste-este de la comuna de Peñalolén. Al atravesar la Autopista Vespucio Sur, encontrándose en la comuna de Macul, cambia de nombre a Avenida Doctor Amador Neghme Rodríguez.

## Etimología
El nombre de la avenida deriva de las torres de alta tensión que se ubican en sus cercanías, las cuales llevan la electricidad.

## La Avenida
La avenida comienza con su intersección con la Autopista Vespucio Sur (límite de las comunas de Macul y Peñalolén). Su recorrido mayoritariamente pasa por zonas de residenciales de viviendas. En el inicio de su recorrido se encuentra una estación del Metro de Santiago, llamada Las Torres, la cual pertenece a la Línea 4 del Metro de Santiago. Avanzando en dirección oriente, a la altura del #5150, podemos encontrar el Hospital Doctor Luis Tisné. Además del Centro Cívico y Cultural de San Luis - Peñalolén, perteneciente a la Municipalidad de Peñalolén. También, casi al finalizar la avenida, a la altura del #6800, se encuentra el terminal Las Torres, del Sistema Red Metropolitana de Movilidad. Siendo el paradero inicial/final de los recorridos 103, 107, 420 y D05. Finalmente, la avenida termina en la intersección con la Avenida Tobalaba, donde se encuentra una estación de servicio de carga de combustible, conocidas coloquialmente como bencineras.
Durante los días sábados, se ubica en la avenida una feria libre, la cual se instala oficialmente entre los pasajes 461 y 465, extendiéndose en ambos extremos por la presencia de puestos no autorizados. 